# Vue (bioscoopketen)
Vue is een bioscoopketen in Nederland. De keten bezit 21 bioscopen in 20 steden. Het bedrijf, voorheen JT Bioscopen, is sinds augustus 2015 in bezit van het Engelse bioscoopconcern Vue International. Met de opening van de nieuwe Vuebioscoop in Alkmaar in februari 2016 is de ombouw van JT Bioscopen naar de nieuwe Vue huisstijl van start gegaan. In de loop van 2016 hebben de 20 andere JT Bioscopen een Vue-uiterlijk gekregen.
De grootste vestiging van Vue in Nederland bevindt zich te Kerkrade. Deze bioscoop biedt plaats aan 2062 bezoekers.

## Overname door Vue

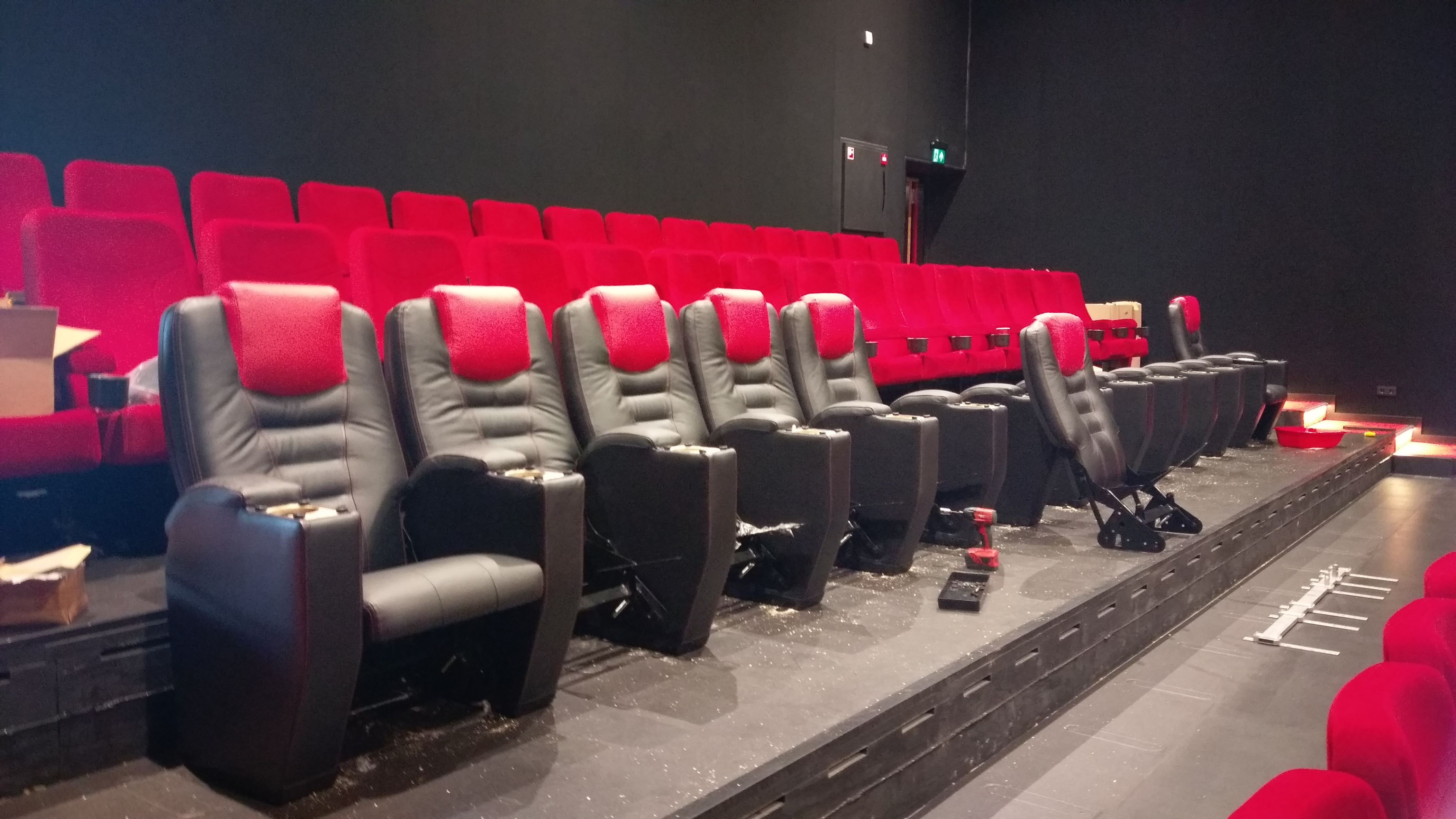
Vip-stoelen worden geïnstalleerd in zaal 6 van Vue Hoorn

In 2015 werd JT Bioscopen voor 85 miljoen euro overgenomen door het Engelse bioscoopbedrijf Vue International. Naast de vervanging van alle logo's en dergelijke worden de filmzalen in 2016 opnieuw ingericht.
Vue plaatst in het midden van iedere zaal lederen vip-stoelen. In vijf bioscopen heeft Vue luxestoelen geïnstalleerd die elektrisch verstelbaar zijn tot bijna ligstand.

## Vestigingen bioscoop
De Vue-keten bestaat in Nederland uit de volgende vestigingen:
| Naam                    | Plaats              | Zalen | Stoelen | Plaatselijk bekend als            |
| ----------------------- | ------------------- | ----- | ------- | --------------------------------- |
| Vue Alkmaar             | Alkmaar             | 7     | 1530    |                                   |
| Vue Alphen aan den Rijn | Alphen aan den Rijn | 4     | 456     | Euro Cinema                       |
| Vue Amersfoort          | Amersfoort          | 8     | 1303    | Grand Théâtre                     |
| Vue Apeldoorn           | Apeldoorn           | 7     | 1177    | Tivoli                            |
| Vue Arnhem              | Arnhem              | 5     | 304     | Euro Cinema / De Blikken Bioscoop |
| Vue Den Bosch           | 's-Hertogenbosch    | 8     |         | Euro Cinema                       |
| Vue Deventer            | Deventer            | 6     | 1013    | Luxor Theater                     |
| Vue Doetinchem          | Doetinchem          | 6     | 1035    | CineCity                          |
| Vue Eindhoven           | Eindhoven           | 8     | 1400    |                                   |
| Vue Enschede            | Enschede            | 9     | 669     |                                   |
| Vue Gorinchem           | Gorinchem           | 6     | 488     | Roxy                              |
| Vue Heerhugowaard       | Heerhugowaard       | 5     | 1391    | Metro                             |
| Vue Hilversum           | Hilversum           | 7     | 1320    |                                   |
| Vue Hoogeveen           | Hoogeveen           | 7     | 800     | Luxor Theater                     |
| Vue Hoogezand           | Hoogezand           | 6     | 1260    | CineCity                          |
| Vue Hoorn               | Hoorn               | 5     | 878     |                                   |
| Vue Kerkrade            | Kerkrade            | 10    | 2062    | Vue                               |
| Vue Nijmegen Walstraat  | Nijmegen            | 8     | 1057    | Calypso                           |
| Vue Purmerend           | Purmerend           | 5     |         | Metro                             |
| Vue Vlaardingen         | Vlaardingen         | 6     | 1100    |                                   |
| Totaal (21 vestigingen) | Nederland           | 115   | 21.500  |                                   |